# Киргизька Вікіпедія
Киргизька Вікіпедія (кирг. Кыргыз Уикипедиясы) — розділ Вікіпедії киргизькою мовою. Киргизька Вікіпедія протягом тривалого часу була не дуже популярним проєктом. 
Киргизька Вікіпедія станом на 25 березня 2025 року містить 75 890 статей, 42 927 зареєстрованих користувачів, 79 активних дописувачів, 2 адміністраторів
. Загальна кількість сторінок в киргизькій Вікіпедії — 109 039, редагувань — 505 393, завантажених файлів — 2679
. Глибина (рівень розвитку мовного розділу) киргизької Вікіпедії дуже мала і становить лише 0.9 пунктів
. 